# أكسالات النيكل الثنائي
أكسالات النيكل هو مركب كيميائي صيغته NiC2O4، ويوجد على هيئة صلب أخضر فاتح اللون.

## التحضير
يحضر المركب من تفاعل ملح للنيكل الثنائي مع حمض الأكساليك؛ أو من تفاعل أكسالات البوتاسيوم مع كلوريد النيكل الثنائي:
{\displaystyle \mathrm {NiCl_{2}+K_{2}C_{2}O_{4}+2\ H_{2}O\longrightarrow NiC_{2}O_{4}\cdot 2\ H_{2}O\downarrow +\ 2\ KCl} }

## الخواص
يوجد المركب في الشروط القياسية على هيئة صلب أخضر فاتح، وهو عملياً غير منحل. يوجد منه شكل ثنائي الهيدرات، ويؤدي تسخينه إلى درجات حرارة تتجاوز 150 °س، إلى الحصول على الشكل اللامائي.